# 줄루스
줄루스(Juloos Juloos, जुलूस)는 힌디 문학으로, 1965년에 출판되었다. 인도 작가 파니쉬와르나트 레누의 소설이다. 인도와 파키스탄이 분리 독립하는 과정에서 동부 벵골지역(파키스탄이 되어 버린 땅)에 살고 있던 사람들이 인도쪽인 서부 벵골지역, 비하르 지역으로 이주해온다. 그들이 한 마을에 정착하면서 벌어지는 이야기이다. 이주민들을 대하는 옆 마을 사람들의 태도와 그들의 가치관을 엿볼 수 있다.

## 소설의 등장인물
- 꾸마리 빠비뜨라 짜타르지(차타르지): 이주해온 노비나가르의 벵골리 처녀.
- 고빨 빠인: 지식과 학문을 갖춘 사람.말수가 적은편이며,노비 나가르에 새로 열게 될 학교의 교장선생님이 될 사람.
- 하리 쁘라사드 야다브: 기도의식 성가(hymns)에 열정적인 사람,빤(paan)을 많이 씹편 편이다.
- 딸레바르 고리: 조상 대대로 물고기를 잡고 파는 일을 하는 계급에 소속, 학문을 배웠으며 부유한 가정.
- 빤디뜨 람짠드르 쪼드리: 제사장 계급(Brahman)에 속하는 쪼드리 가족.

## 같이 보기
- 파니쉬와르나트 레누